# Calendrier samaritain
Le calendrier samaritain est un calendrier luni-solaire utilisé par les Samaritains, une population se définissant comme de descendance israélite, mais séparés des juifs depuis les VIe – IVe siècles av. J.-C.. Il est assez proche du calendrier juif. Comme celui-ci, il est composé :
- d'années solaires ;
- de mois lunaires ;
- de semaines de 7 jours, commençant le dimanche (jour 1).

## Les mois
Le calendrier samaritain fixe le premier jour du mois par la conjonction de la Lune avec le Soleil, pas par la nouvelle lune, contrairement à la règle du calendrier juif.
Le mois lunaire durant 29,53 jours, le calendrier samaritain (comme le calendrier juif) alterne donc les mois sur 29 ou 30 jours.
Contrairement au calendrier juif, le calendrier samaritain ne donne pas de nom aux mois, mais simplement un numéro, allant de 1 à 12 ou 13 (selon les années). En effet, les noms des mois juifs dérivent de noms assyro-babyloniens assimilés par le peuple juif pendant l’exil à Babylone commencé au VIe siècle av. J.-C. Les Samaritains n'ayant pas subi cet exil n'ont pas repris ces noms, et se basent sur le Pentateuque, lequel parle du premier mois, de second mois, etc., mais sans les nommer.

## Nombre de mois
Une année lunaire de 12 mois donne 12×29,53 jours = 354,36 jours. Or une année solaire (une révolution complète de la Terre autour du Soleil) dure 365,25 jours. On perd donc 365,25 – 354,36 = 10,89 jours par an. Il fallait trouver un moyen de rattraper ces jours perdus.
La solution retenue fut de définir des années de 12 ou 13 mois (lunaisons), selon le cycle de Méton. Un Grec, Méton (433 av. J.-C.) remarqua que si l'on reste avec ce système de 29,53 jours, toutes les 19 années, on accumule un décalage exact de 7 mois. Le calendrier samaritain (comme le calendrier juif) répartit donc ces 7 mois sur la durée du cycle de Méton, en composant des années soit de 12 mois, soit de 13 mois.
Au cours d'un cycle de Méton, 7 années durent 13 mois. Dans le calendrier juif, ces années sont les 3e, 6e, 8e, 11e, 14e, 17e et 19e années du cycle, les 12 autres étant communes (12 mois). Dans le calendrier samaritain, les 7 années ne tombent pas à intervalles fixes, mais sont fixés selon un calcul tenu secret par la direction religieuse samaritaine. « Selon la tradition samaritaine, ce calcul, qui s'appelle en araméen « Ishban Kashta » (le véritable calcul), a été enseigné à Adam».

## Décompte des jours
Comme les mois, les 7 jours de la semaine samaritaine n'ont pas de nom, mais des numéros, de un (dimanche) à sept (samedi).
La journée commence au coucher du soleil.

## Le shabbat
Le shabbat tombe le samedi, le même jour que pour les juifs.
Dans le calendrier juif, le Yom Kippour, et les célébrations de Souccot ne peuvent jamais tomber la veille ou le lendemain du shabbat. Des jours sont donc éventuellement rajoutés au mois de kislev pour l'éviter. Dans le calendrier samaritain, aucune modification n'est effectuée, et ces fêtes peuvent donc tomber les jours avant et après le shabbat.

## Décompte des années
Le calendrier samaritain « remonte à la première année [supposée] de l'entrée du peuple d'Israël en terre sainte […] [alors que] le calendrier hébreu juif […] a commencé la première année [supposée] de la création. […] [ainsi par exemple], l'année […] 3641 dans le calendrier samaritain, […] [est] parallèle à l'année 5763 dans le calendrier juif et aux années 2002-2003 dans le calendrier civil».

## Les fêtes
Du fait du système de calcul exposé ci-dessus, les célébrations samaritaines tombent parfois aux mêmes dates que les célébrations juives équivalentes, mais peuvent aussi en être décalées de quelques jours, voire d'un mois (quand les nombres de mois des années juives ou samaritaines ne correspondent pas).
Les Samaritains ne célèbrent pas bon nombre de fêtes religieuses juives, qui ne sont pas prescrites par le pentateuque. Leur fête religieuse principale est la fête de pâque. Contrairement aux Juifs qui l'ont abandonné, les Samaritains ont conservé le sacrifice de l'agneau pascal, normalement effectué la veille de pâque, sur le mont Garizim. 

La Pâque n'est cependant pas leur seule fête, puisque « trois fois par an, les pèlerins Israélites-Samaritains visitent leur lieu saint sur le sommet du mont Garizim. Le septième jour de la pâque, qui est appelé le “festival des pains sans levain”, pour Chavouot (pentecôte) et le premier jour de la fête des tabernacles (Souccot)». Ces trois pèlerinages correspondent étroitement aux trois principaux pèlerinages juifs, les Sheloshet Haregalim.
Pour un exemple des fêtes, des célébrations et de leurs dates, voici la liste des fêtes religieuses de 2002 :
| Fête samaritaine                                                                          | Date samaritaine                       | Fête juive équivalente                  | Date juive                                         |
| ----------------------------------------------------------------------------------------- | -------------------------------------- | --------------------------------------- | -------------------------------------------------- |
| 1. Sacrifice de pâque                                                                     | vendredi 26 avril 2002                 | Sacrifice de pâque                      | Abandonnée par les Juifs à l'époque de Gamaliel II |
| 2. Pâque                                                                                  | samedi 27 avril 2002                   | Pessa'h                                 | jeudi 28 mars 2002                                 |
| 3. Sept jours des pains sans levain (Matzoth)                                             | samedi 27 avril au vendredi 3 mai 2002 | Sept jours de Pessa'h, ou 'Hag Hamatzot | jeudi 28 mars 2002 au mercredi 3 avril 2002        |
| 4. Le jour saint du pain sans levain. Le premier pèlerinage sur le sommet du mont Garizim | vendredi 3 mai 2002                    | Septième jour de Pessa'h                | mercredi 3 avril 2002                              |
| 5. Jour Mémorial du Sinaï la remise des dix commandements                                 | mercredi 12 juin 2002                  | Chavouot                                | vendredi 17 mai 2002                               |
| 6. Le jour saint de la pentecôte le second pèlerinage                                     | dimanche 16 juin 2002                  | Chavouot                                | vendredi 17 mai 2002                               |
| 7. Le festival du septième mois                                                           | dimanche 6 octobre 2002                | Roch Hachana Le nouvel an juif          | vendredi 6 septembre 2002                          |
| 8. Le jour de l'expiation (jeûne)                                                         | mardi 15 octobre 2002                  | Yom Kippour                             | lundi 16 septembre 2002                            |
| 9. Le jour saint des tabernacles le troisième pèlerinage                                  | dimanche 20 octobre 2002               | Souccot                                 | samedi 21 septembre 2002                           |
| 10. Les 7 jours de Souccot                                                                | dimanche 20 au samedi 26 octobre 2002  | Hol Hamoëd                              | samedi 21 au vendredi 27 septembre 2002            |
| 11. Le festival du huitième jour joie de la Torah                                         | dimanche 27 octobre                    | Chemini Atseret Sim'hat Torah           | samedi 28 septembre 2002                           |

Les Samaritains partagent donc avec les Juifs la plupart des fêtes prescrites dans la Bible, mais ils n'observent ni les célébrations instaurées après l'exil de Babylone, ni les commémorations typiquement judéennes comme les quatre jeûnes.